# Ouratea sastrei
Ouratea sastrei là một loài thực vật có hoa trong họ Ochnaceae. Loài này được Zarucchi mô tả khoa học đầu tiên năm 2001.